# Koke (fotbollsspelare)
Artikeln följer den spanska namnseden; faderns efternamn är Resurrección och moderns efternamn Meriodo.
Jorge Resurrección Meriodo, känd under artistnamnet Koke, född 8 januari 1992 i Madrid, är en spansk fotbollsspelare som spelar för Atlético Madrid. Han spelar främst som offensiv mittfältare, men kan spela både som central- och som yttermittfältare. Koke är en teknisk spelare som har en bra spelförståelse.
Säsongen 2013/2014 var han en nyckelspelare för sitt Atlético Madrid i säsongsstarten. Han spelar även för Spaniens herrlandslag i fotboll. Han har vid två tillfällen blivit uttagen till fotbolls-VM, 2014 och 2018.

## Meriter
Atletico Madrid
- La Liga: 2013/2014, 2020/2021
- UEFA Europa League: 2009/2010, 2011/2012, 2017/2018
- Spanska cupen: 2012/2013
- Spanska supercupen: 2014
- UEFA Super Cup: 2010, 2012, 2018